# 張彪 (南朝)
张彪（？—556年），自称祖籍襄阳，南朝梁官员，有人说他是兰钦的表弟。
张彪年轻时亡命在若邪山为盗，后归顺南梁东扬州刺史萧大连，担任防阎，后来转任中兵参军。侯景之乱时，侯景部将宋子仙招降他，于是再入若邪山聚义军，侯景的山阴县令赵稜差点杀了他。侯景乱平，王僧辩厚待张彪。贞阳侯萧渊明即帝位，授以东扬州刺史。家中聚财，昼夜乐声不息。王僧辩为陈霸先所杀，张彪起兵围剡县令王怀之，陈蒨前去救王怀之，抓获张彪家口。张彪后与妻子杨氏、弟弟逃还若邪山中，被陈蒨部将章昭达派去的劫盗围杀。